# Zdravko Radjenović
Zdravko Radjenović (Serbisk: Здравко Рађеновић, født 5. September 1952 i Bačka Palanka, Jugoslavien) er en serbisk tidligere håndboldspiller. Ved OL i 1984 vandt han guldmedaljer med Jugoslavien.
Håndboldfinten 'en radjenović' er opkaldt efter ham.

## Klubhold
Radjenović startede sin karriere på ungdomsholdet hos RK Sloga Doboj.
Det meste af seniorkarrieren spillede han for den jugoslaviske topklub RK Borac Banja Luka, hvor han var en nøglespiller, da de vandt fire mesterskaber i træk.
Mellem 1981 og 1987 spillede han for tyske MTSV Schwabing. Her var han med til at vinde den tyske pokal i 1986.

## Efter spillerkarrieren
Mellem 2001 og 2002 var han præsident for Bosniens Olympiske Komité.